# 帕莱索站
帕莱索站（法語：Gare de Palaiseau），是法国的一个铁路车站，属于大区快铁B线B4支线。开通于1854年7月29日，位于埃松省帕莱索。属于第四收费区（法語：Zone 4），1977年12月9日大区快铁B线开始使用本站。

## 公交换乘线
- Mobicaps公交路网1路、14路
- 法兰西岛夜班车N122路